# Malcolm Bricklin

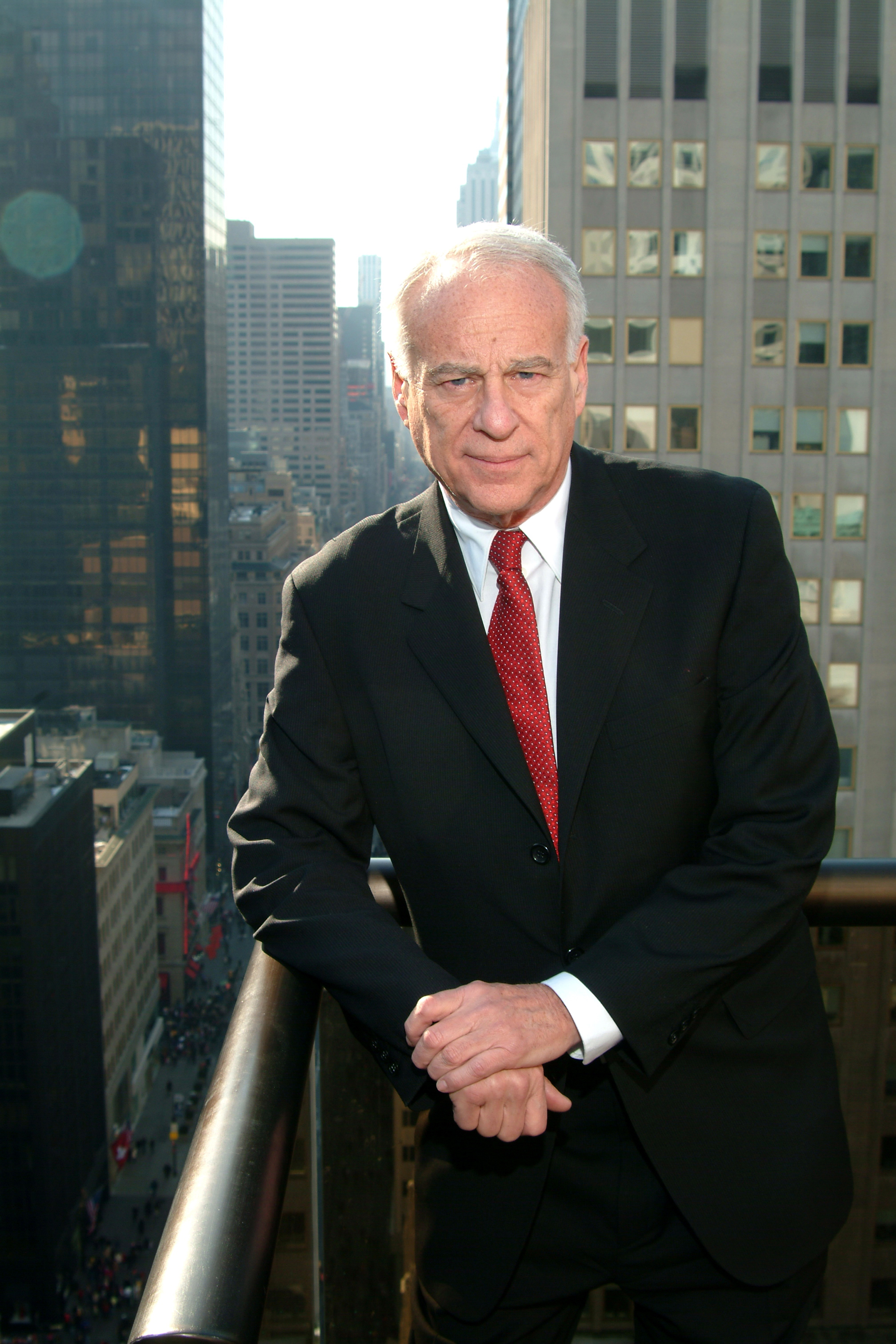
Malcolm Bricklin.

Malcolm Bricklin (Filadelfia, Pensilvania, 9 de marzo de 1939) es un empresario de la automoción estadounidense. Es más conocido por su nombre en la empresa fabricante de automóviles, Bricklin, y por ser uno de los pocos estadounidenses que han importado exitosamente automóviles de marcas extranjeras a Estados Unidos como Fiat, Yugo y Subaru.
Malcolm Bricklin es un hombre de negocios nato. Cuando tenía 19 años, comenzó la construcción de una compañía en Florida (Estados Unidos), seis años más tarde, esta empresa se convirtió en una cadena de tiendas. Más tarde Malcolm Bricklin se hizo un importador de Subaru, cuando dejó de ser importador de automóviles, en 1974, con 35 años de edad, empezó una nueva vida como fabricante de automóviles. Su coche era prometedor, pero el número esperado de fabricar 50.000 unidades al año no se cumplió.

## El Bricklin SV-1
Cuando Malcolm Bricklin vendió su participación en Subaru, recibió suficiente dinero para realizar su propio sueño. Decidió diseñar y fabricar su propio automóvil, al que llamó Bricklin SV-1, un coche con apariencia exótica, puertas de ala de gaviota, y faros retráctiles. Las siglas "SV" del nombre significaban "Safety Vehicle" (Vehículo de Seguridad), y Bricklin aplicó normas muy por delante de cualquier norma que el gobierno de los Estados Unidos imponía en los automóviles en la década de los años 70. El SV-1 se fabricó en Nuevo Brunswick, Canadá, una zona no muy conocida para la fabricación de automóviles. Las ventas no cumplían las expectativas, y solo 2,854 unidades fueron construidas antes de que la empresa entrase en quiebra, debiendo 23 millones de dólares al gobierno. Se estima que actualmente todavía existen alrededor de unos 1.500 vehículos Bricklin.
- Datos: Q4862180
- Multimedia: Malcolm Bricklin / Q4862180